# Emanuel Dufrasne González
J. Emanuel Dufrasne González (Ponce, 14 de noviembre de 1955) es un etnomusicólogo puertorriqueño, fundador y director del taller-conjunto Paracumbé. Es catedrático asociado del Departamento de Humanidades, Facultad de Estudios Generales de la Universidad de Puerto Rico, Recinto de Río Piedras; y etnomusicólogo graduado del departamento de Música de dicha universidad y de la Universidad de California en Los Ángeles (UCLA).
Su labor a través de Paracumbé y sus investigaciones son de gran importancia para el conocimiento de la historia y la difusión de la cultura musical puertorriqueña, y es un notable estudioso de sus influencias africanas y de ritmos como la plena y la bomba. Dufrasne fue el primero en explicar la historia de la bomba en el contexto de una economía que se industrializó rápidamente y afirmó que la comercialización del género llevó a su decadencia.